# Dolynska
Dolynska (ukrajinsky Долинська; rusky rusky Долинская – Dolinskaja) je město v Kirovohradské oblasti na Ukrajině. Jedná se o železniční uzel, který leží 75 kilometrů jihovýchodně od Kropyvnyckého, správního střediska oblasti, a 65 kilometrů výhodně od města Kryvyj Rih. Přes město vede okresní silnice ze Žovti Vody do Ustynivky. V roce 2022 měla Dolynska přes osmnáct tisíc obyvatel.

## Dějiny
Obec byla založena 20. srpna 1873 založením železniční stanice.
Za druhé světové války byla Dolynska od 20. srpna 1941 do 12. března 1944 obsazena německou armádou.
Městem se Dolynska stala 14. května 1957.